# Heteromeloleptes
Heteromeloleptes is een geslacht van hooiwagens uit de familie Gonyleptidae.
De wetenschappelijke naam Heteromeloleptes is voor het eerst geldig gepubliceerd door Mello-Leitão in 1931. 

## Soorten
Heteromeloleptes omvat de volgende 2 soorten:
- Heteromeloleptes fasciatus
- Heteromeloleptes padbergi